# Räpina (gemeente)
Räpina (Estisch: Räpina vald) is een gemeente in de Estische provincie Põlvamaa. De gemeente telde 6.049 inwoners op 1 januari 2023 en heeft een oppervlakte van 592,77 vierkante kilometer.
De hoofdplaats is het stadje Räpina (Räpina linn), dat tot in 2002 een aparte stadsgemeente was. In dat jaar ging de stad op in de omringende landgemeente Räpina vald. In oktober 2017 werden ook de gemeente Meeksi (behalve de dorpen Järvselja en Rõka) en de gemeente Veriora bij Räpina vald gevoegd. Meeksi verhuisde daarbij van de provincie Tartumaa naar de provincie Põlvamaa.

## Infrastructuur
Räpina ligt aan het Lämmimeer. Vanuit de haven Laaksaare (die bij het dorp Parapalu hoort) vaart een veer naar het eiland Piirissaar. Door de gemeente loopt de rivier Võhandu, die ten noorden van Beresje (gemeente Setomaa) in het Lämmimeer uitkomt.
In de stad Räpina bevindt zich een historisch landhuis, het kasteel Sillapää, waar het gemeentebestuur en het streekmuseum zijn gevestigd. De stad heeft ook een papierfabriek, die uit 1734 dateert. De fabriek ligt aan een stuwmeer, het Räpina paisjärv.
Ten noordoosten van de stad bevindt zich een van de grootste polders van Estland: aan het Lämmimeer werd hier vanaf 1967 ten behoeve van de landbouw een gebied ter grootte van 14,09 km² bedijkt en ingepolderd. De Räpina polder maakt inmiddels als vogelgebied deel uit van het Natura 2000-netwerk.
De spoorlijn Tartu - Petsjory loopt door de gemeente. Ruusa, Veriora en Kikka hebben een station aan de lijn.

## Plaatsen
De gemeente heeft
- één stad (Estisch: linn): Räpina;
- drie plaatsen met de status van vlek (Estisch: alevik): Mehikoorma, Veriora en Võõpsu;
- 63 plaatsen met de status van dorp (Estisch: küla): Aravu, Haavametsa, Haavapää, Himmiste, Jaanikeste, Jõepera, Jõevaara, Jõeveere, Kassilaane, Kikka, Kirmsi, Kõnnu, Koolma, Koolmajärve, Köstrimäe, Kullamäe, Kunksilla, Laho, Leevaku, Leevi, Lihtensteini, Linte, Mägiotsa, Männisalu, Meeksi, Meelva, Meerapalu, Mõtsavaara, Naha, Nohipalo, Nulga, Pääsna, Pahtpää, Parapalu, Pedaspää, Pindi, Raadama, Rahumäe, Raigla, Ristipalo, Ruusa, Saareküla, Sarvemäe, Sikakurmu, Sillapää, Soohara, Sülgoja, Suure-Veerksu, Süvahavva, Timo, Toolamaa, Tooste, Tsirksi, Väike-Veerksu, Vändra, Vareste, Verioramõisa, Viira, Viluste, Vinso, Võiardi, Võika en Võuküla.